# Bandera de Rentería
La Bandera de Rentería (Errenteriako Hiria Ikurriña en euskera) es el premio de una competición de remo, de la especialidad de traineras que tiene lugar en la Bahía de Pasajes (Guipúzcoa) desde el año 2013 organizada por el Club de Remo Hibaika y patrocinada por el Ayuntamiento de Rentería siendo puntuable para las ligas ARC y ETE.

## Historia
Las regatas se disputan en la Ría de Pasajes desde la temporada 2013 en categoría masculina y 2018 en categoría femenina; y forman parte del grupo 2 de la Liga ARC, excepto las temporadas 2018 y 2019 que estuvieron incluidas en el grupo 1, y de la Liga ETE categorías en la que bogaron las traineras masculina y femenina, respectivamente, del Club de Remo Hibaika, organizadora de la prueba, ya que tanto la Liga ARC como al Liga ETE exigen a los clubes que participan en dicha competición la organización de al menos una regata.
La edición del año 2020 fue cancelada por la pandemia de COVID-19.
La última regata disputada en categoría femenina fue en 2022, coincidiendo con el ascenso de la trainera local a la Liga ACT femenina.
La boya de salida y meta se situó entre Pasajes de San Pedro y el puerto de la Piedad, (Pasajes de San Juan) y la baliza exterior una vez pasada la punta Arando Aundi con lo que la regata discurrió por la bocana de entrada al puerto de Pasajes. Las pruebas se realizaron por el sistema de contrarreloj. En categoría masculina se bogan cuatro largos y tres ciabogas lo que totaliza un recorrido de 3 millas náuticas que equivalen a 5556 metros, en categoría femenina se reman dos largos y una ciabogas lo que supone un recorrido de 1.5 millas náuticas que equivalen a 2778 metros. A partir de la temporada 2022, se cambia la ubicación del campo de regata, situándose la boya de salida y meta frente a la AAVV Gurekin, en el paseo de Iztieta en Rentería, hasta la ciaboga situada frente a la capitanía marítima del puerto. Se mantiene el sistema de competición así como la distancia a remar.

## Categoría masculina

### Historial
| Edición | Año  | Ganador       | Segundo       | Tercero        |
| ------- | ---- | ------------- | ------------- | -------------- |
| I       | 2013 | Hondarribia B | San Pedro B   | Arkote B       |
| II      | 2014 | Deusto        | Zarauz        | Hondarribia B  |
| III     | 2015 | Castro        | San Pedro B   | Hondarribia B  |
| IV      | 2016 | Oiartzun      | Arkote        | Bermeo-Mundaka |
| V       | 2017 | Lapurdi       | Hibaika       | San Juan B     |
| VI      | 2018 | Lekittarra    | Astillero     | Deusto         |
| VII     | 2019 | Deusto        | Donostiarra B | Getaria        |
|         | 2020 | no disputada  | no disputada  | no disputada   |
| VIII    | 2021 | Basturialdea  | Hondarribia B | Donostiarra B  |
| IX      | 2022 | Lapurdi       | Hibaika       | Donostiarra B  |
| X       | 2023 | Orio B        | Donostiarra B | Portugalete    |
| XI      | 2024 | Astillero     | Donostiarra B | Hibaika        |

### Palmarés
| Victorias | Club          | Años       |
| --------- | ------------- | ---------- |
| 2         | Deusto        | 2014, 2019 |
| 2         | Lapurdi       | 2017, 2022 |
| 1         | Hondarribia B | 2013       |
| 1         | Castro        | 2015       |
| 1         | Oiartzun      | 2016       |
| 1         | Lekittarra    | 2018       |
| 1         | Basturialdea  | 2021       |
| 1         | Orio B        | 2023       |
| 1         | Astillero     | 2024       |

## Categoría femenina

### Historial
| Edición | Año  | Ganadora     | Segunda      | Tercera       |
| ------- | ---- | ------------ | ------------ | ------------- |
| I       | 2018 | Tolosa       | Deusto       | Hibaika       |
| II      | 2019 | Hibaika      | Deusto       | San Juan B    |
|         | 2020 | no disputada | no disputada | no disputada  |
| III     | 2021 | Hibaika      | Tolosa       | Deusto        |
| IV      | 2022 | Hibaika      | Deusto       | Hondarribia B |

### Palmarés
| Victorias | Club    | Años             |
| --------- | ------- | ---------------- |
| 3         | Hibaika | 2019, 2021, 2022 |
| 1         | Tolosa  | 2018             |